# Quercus michauxii
Quercus michauxii är en bokväxtart som beskrevs av Thomas Nuttall. Quercus michauxii ingår i släktet ekar, och familjen bokväxter. Inga underarter finns listade.

## Bildgalleri

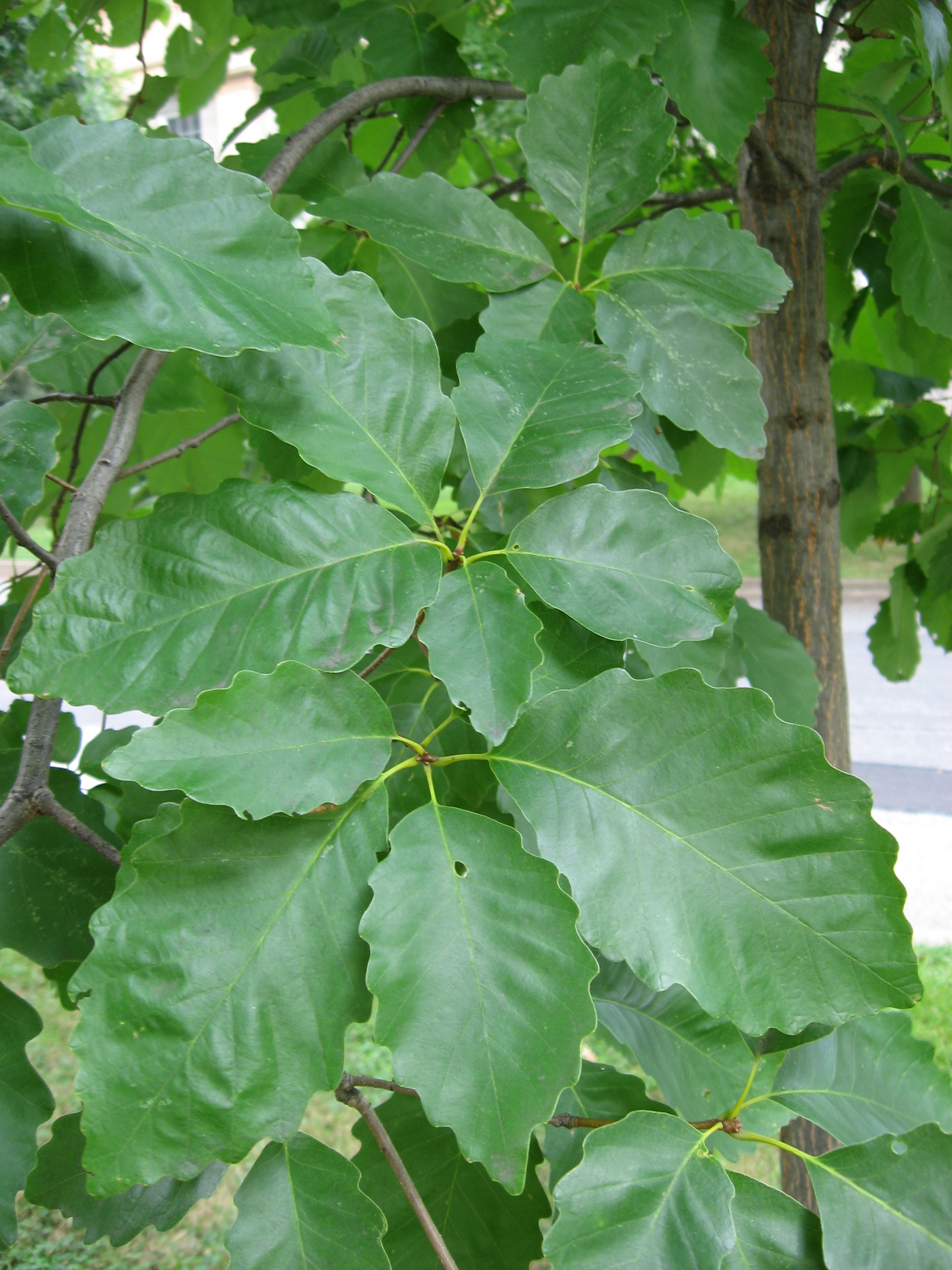